# Baillet Latour Gezondheidsprijs
De Baillet Latour Gezondheidsprijs (Engels: Baillet Latour Health Prize) is een belangrijke Belgische wetenschappelijke prijs. Ze wordt toegekend door het Fonds InBev-Baillet Latour, dat in 1974 opgericht is door Graaf Alfred de Baillet Latour, bestuurder van de Brouwerij Artois (thans Anheuser-Busch InBev).
De prijs is bedoeld om toegepast geneeskundig onderzoek te belonen en heeft elk jaar een ander thema. Ze werd voor het eerst toegekend in 1979 en werd om de twee jaar uitgereikt tot 1999 en jaarlijks vanaf 2000. De prijs bedraagt 200.000 €. Wetenschappers van alle nationaliteiten kunnen de prijs ontvangen.

## Laureaten
- 1979: Sir James W. Black ( Verenigd Koninkrijk)
- 1981: Sir Cyril A. Clarke ( Verenigd Koninkrijk)
- 1983: Jean Bernard ( Frankrijk)
- 1985: Johannes J. Van Rood ( Nederland)
- 1987: Tomas Hökfelt en Viktor Mutt ( Zweden)
- 1989: Walter Fiers ( België)
- 1991: Thomas Waldmann ( Verenigde Staten)
- 1993: Jean-François Borel ( Zwitserland)
- 1995: Roger Tsien ( Verenigde Staten)
- 1997: Michael Sela ( Israël)
- 1999: Julien Mendlewicz ( België)
- 2000: Jean-Christophe Renauld en Jacques Van Snick ( België)
- 2001: Jan D.A. van Embden ( Nederland) - thema: Tuberculose
- 2002: Robert M. Krug ( Verenigde Staten) - thema: Influenzavirus
- 2003: Nancy C. Andreasen ( Verenigde Staten) - thema: Schizofrenie
- 2004: Elio Lugaresi ( Italië) - thema: Slaapstoornissen
- 2005: Peter Carmeliet en Désiré Collen ( België) - thema: Genetica en cardiovasculaire ziekten
- 2006: Hidde L. Ploegh ( Nederland) - thema: Immunologie en/of infectieziekten
- 2007: Peter H. Seeburg ( Duitsland) - thema: Neurowetenschappen
- 2008: Robert Weinberg ( Verenigde Staten) - thema: Kanker
- 2009: Kari Alitalo en Seppo Ylä-Herituala ( Finland) - thema: Cardiovasculaire ziekten
- 2010: Stephen O'Rahilly ( Ierland) - thema: Metabole stoornissen
- 2011: Jean-Laurent Casanova ( Frankrijk) - thema: infectieziekten en immunologie
- 2012: Gero Miesenböck ( Oostenrijk) - thema: neurowetenschappen
- 2013: Carlo Croce ( Verenigde Staten) - thema: Kanker
- 2014: Harry Dietz ( Verenigde Staten) - thema: Cardiovasculaire ziekten
- 2015: Bruce Spiegelman ( Verenigde Staten) - thema: metabole aandoeningen
- 2016: Charles M. Rice ( Verenigde Staten) - thema: uitmuntende bijdragen tot het ontrafelen van de complexe interacties tussen het hepatitis C virus en de mens
- 2017: Adriano Aguzzi ( Italië) - thema: moleculaire oorzaken voor Prionziekten
- 2018: Laurence Zitvogel ( Frankrijk) en Guido Kroemer ( Oostenrijk) - thema: kanker
- 2019: Catherine Boileau ( Frankrijk) - thema: hart- en vaatziekten
- 2020: Andrew Hattersley ( Verenigd Koninkrijk) - thema: diabetes